# Renaissance Man
Renaissance Man es una película de comedia estadounidense de 1994 dirigida por Penny Marshall y protagonizada por Danny DeVito, Gregory Hines, James Remar y Cliff Robertson.

## Sinopsis
Un ejecutivo de publicidad divorciado que no tiene suerte. Cuando pierde su trabajo en Detroit, la agencia de desempleo le encuentra un trabajo temporal: enseñando clases de alfabetización básica en una base de entrenamiento del ejército de los EE. UU. Cercana, Fort McClane.

## Reparto
- Danny DeVito como Bill Rago
- Gregory Hines como Sargento de primera clase Cass
- James Remar como el Capitán Tom Murdoch
- Cliff Robertson como Coronel James
- Ed Begley Jr. como Jack Markin
- Lillo Brancato como Soldado Donnie Benítez (Horatio)
- Stacey Dash como Soldado Miranda Myers (Ophelia)
- Kadeem Hardison como Soldado Jamaal Montgomery (Fantasma del padre de Hamlet)
- Richard T. Jones como Cabo Jackson Leroy (Laertes)
- Khalil Kain como Private Roosevelt (Nathaniel) Hobbs (Hamlet)
- Peter Simmons como Soldado Brian Davis, Jr. (Reina Gertrude)
- Gregory Sporleder como Soldado Melvin Melvin (Polonius)
- Mark Wahlberg como Soldado Tommy Lee Haywood (Rey Claudio)
- Alanna Ubach como Emily Rago
- Isabella Hofmann como Marie